# 앨런 러스코

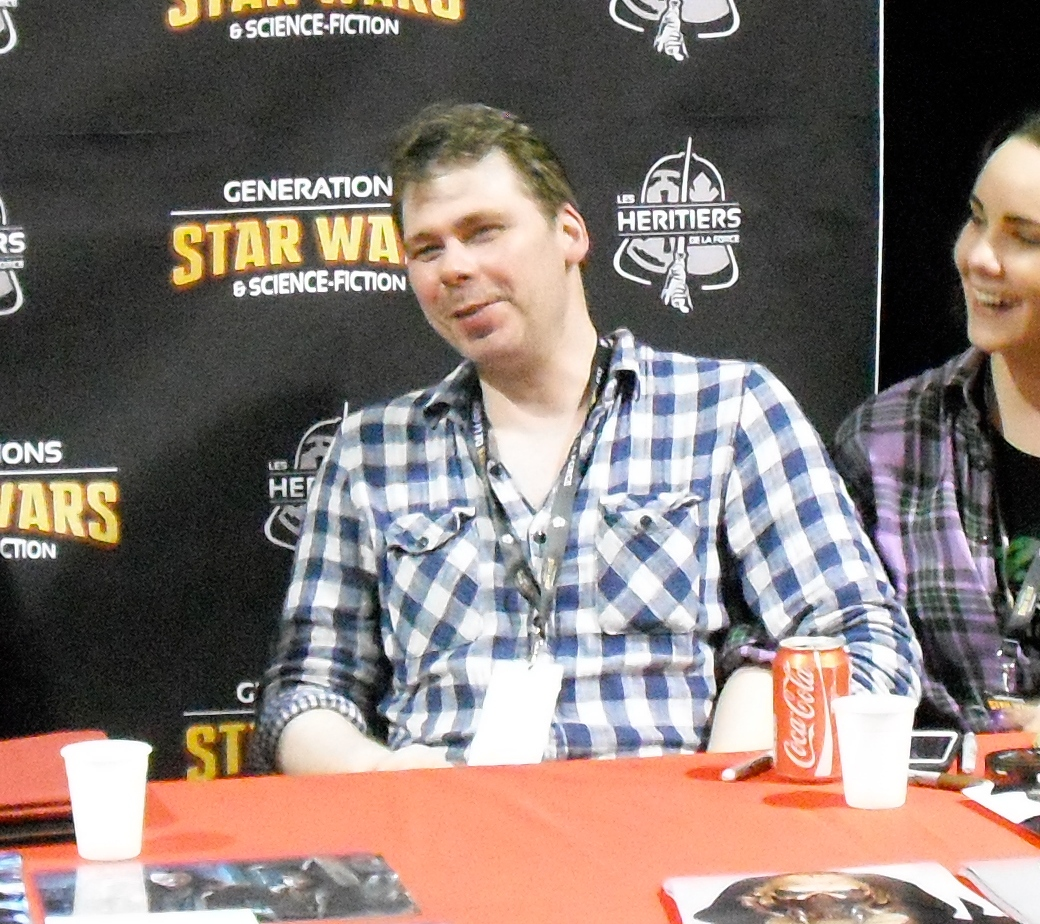

앨런 러스코(영어: Alan Ruscoe, 1972년 4월 14일 ~ )는 영국의 배우로, 영화 《스타 워즈》와 텔레비전 드라마 《닥터 후》에서 다양한 외계인, 몬스터, 안드로이드를 연기한 것으로 가장 잘 알려져 있다.
텔레비전에서는 스카이 원에서 방영된 《헥스》 시즌 2에서 버러퀠, 새리엘, 아라퀴엘을 연기했다. 《닥터 후》의 2005년 시리즈에서는 수많은 캐릭터를 연기했는데, "Aliens of London"와 "World War Three" (하고 잠깐 동안 "Boom Town")에서 블론 펠포치 파사머데이 슬리딘을, "Rose"에서 선두 오톤을, "Bad Wolf"와 "The Parting of the Ways"에서 앤 드로이드를, "Bad Wolf"에서 트라인-E를, "The End of the World"에서 침 숲의 루트를 맡았다. 러스코어는 《닥터 후》 오디오 드라마인 〈The Veiled Leopard〉, 〈The Settling〉, 갈리프레이: 전멸, 버니스 서머필드: 파라다이스 프로스트 빅 피니시 프로덕션에서도 출연하고 있다. 또한 그는 2009년 11월에 방영된 닥터 후 스페셜 "The Waters of Mars"에서 화성 식민지 이주자였다가 나중에 외계 생물에게 잡히게 되는 앤드류 스톤을 연기하기도 했다.
영화에서는 《스타 워즈 에피소드 1: 보이지 않는 위험》에서 돌테이 도파인, 롯 도드, 플로 쿤을, 《제5원소》에서 망갈로어 키노를 연기했다. 그는 《크리스마스 캐롤》의 2004년도 텔레비전 각색판에서 '새장수'를 연기하기도 했다. 2012년 그는 《송 포 유》에서 테렌스 스탬프, 바네사 레드그레이브, 젬마 아터튼과 함께 출연했다.